# تقنيات الرسم بالآكريليك
تقنيات التلوين بالأكريليك هي أنماط مختلفة من التعامل مع دهانات الأكريليك القائمة على البوليمر والعمل معها. تختلف الأكريليك عن الدهانات الزيتية من حيث أن فترات تجفيفها أقصر (أقل من 10 دقائق) وقابلة للذوبان في الماء. هذه الأنواع من الطلاء تلغي الحاجة إلى زيت التربنتين والجيسو ، ويمكن تطبيقها مباشرة على القماش. بصرف النظر عن الطلاء بدهانات الألوان المركزة، يمكن أيضًا تخفيف الأكريليك إلى مزيج يمكن سكبه أو استخدامه للتزجيج.

## منع الطلاء من الجفاف
غالبًا ما يُفضل الأكريليك لأنه يجف بشكل أسرع على القماش من الدهانات الزيتية بسبب قاعدته البوليمرية. ومع ذلك، في بعض الظروف، قد يرغب الفنان في بقاء الطلاء رطبًا لفترة أطول. تتمثل إحدى الحيل لمنع جفاف الدهانات في رش رذاذ خفيف من الماء عليها من حين لآخر. تعمل لوحات الألوان أيضًا على زيادة وقت تجفيف طلاء الأكريليك، ويمكن استبدالها بإناء ضحل أو ورقة من ورق مقاوم للشحوم أو قطعة من ورق مائي مبلل.

## عمل دهانات سائلة
يمكن استخدام الدهانات السائلة مثل الألوان المائية أو للزجاج والقماش. لعمل مزيج أكثر مرونة، يضاف الماء إلى الطلاء. تعتمد نسبة الطلاء إلى الماء على مدى سماكة التزجيج المنشود. يتكون التزجيج أو الطلاء المعتم من نسبة طلاء أكثر من الماء، مما يعطي لونًا أكثر ثباتًا. أما التزجيج أو الطلاء شبه الشفاف فتعكس النسبة، حيث يتكون من ماء أكثر بقليل من الطلاء، وسيكون قوامه أكثر نعومة. تُظهر التزجيجات الشفافة المزيد من الألوان أسفل الطلاء مقارنة بالزجاج المعتم. ينصح الفنان كيري إيبوليتو أن الطلاء يجب ألا يزيد عن 50٪ وإلا لن يلتصق الطلاء بالقماش. بعد خلط الدهانات، اترك وقتًا لارتفاع فقاعات الهواء إلى السطح. سيكون هذا أمرًا مهماً في العديد من التقنيات، خاصة في صب الدهانات.
الطلاء السائل بشكل عام هو شكل متحرك لطلاء الأكريليك. هناك العديد من التقنيات المختلفة التي يمكن للمرء استخدامها عند إنشاء لوحة انسيابية. ومع ذلك، فإن تقنية الصب الموضحة أدناه تعتبر جيدة للمبتدئين والرسامين ذوي الخبرة.
يُرفع القماش إلى حيث يكون مسطحًا ويسهل حمله وتحريكه، عادةً ما توضع 4 أكواب في كل ركن من أركان اللوحة. بمجرد إعداد اللوحة القماشية، امسك كوبًا واختر ألوانًا كثيرة أو قليلة حسب الرغبة. ابدأ بملء الكوب بحوالي بوصة واحدة من اللون الأساسي، مثل الأبيض. بمجرد أن يصبح اللون الأساسي في أسفل الكوب، ابدأ في وضع طبقات الألوان الأخرى المختارة. بمجرد أن تشعر بالرضا عن فنجان الطلاء الملون، اقلب الكوب بسرعة على سطح القماش، دون إطلاق أي طلاء من الكوب. بعد ذلك، عندما تكون جاهزًا، ارفع الكوب وحرر الطلاء وبمجرد أن يصبح الكوب فارغًا وهناك بقعة من الطلاء على القماش، ارفع القماش بعناية وحركه حتى تصل إلى الشكل المطلوب. يجب الحذر ، تقنية الصب هذه فوضوية للغاية لذا تأكد من أنك في منطقة مغطاة جيدًا.

## طلاء الزجاج
غالبًا ما يستخدم طلاء طلاء الأكريليك لإنشاء مزيد من العمق في الصورة. عندما توضع مادة التزجيج على طلاء الأكريليك، يصبح الطلاء أكثر شفافية ويكشف عن طبقة الطلاء المستخدمة تحتها، مما يؤدي إلى تعديل اللون. تُستخدم هذه التقنية بشكل شائع لإنشاء صور أكثر واقعية. تحتوي الزجاجات ذات الألوان الفاتحة أيضًا على تأثيرات تفتيح عند رسمها على صور داكنة أو ساطعة. يمكن للفنانين مزج مادة التزجيج بأنفسهم، أو يمكنهم شراء طلاء أكريليك مخلوط مسبقًا.
من الأفضل الانتظار حتى تجف كل طبقة تمامًا قبل وضع طبقة أخرى. سيمنع هذا الطلاء من التبقع أو ترك علامات تلطيخ غير مرغوب فيها. بعد تطبيق عدة طبقات، يمكن دهن الكحول المحمر بالفرشاة أو رشه للكشف عن الألوان من الطبقات السابقة.

## صب الدهانات
صب الألوان هو طريقة مبتكرة لاستخدام دهانات الأكريليك لإنشاء قطعة فنية. بدلاً من استخدام أدوات مثل الفرشاة أو السكاكين لإنشاء قطعة فنية، يمكن سكب الدهانات السائلة مباشرة على السطح وإمالة القماش لتحريك الطلاء.
التعريف البسيط هو: صب طلاء الأكريليك هو طريقة لجعل طلاء الأكريليك يتدفق بعدة طرق لإنشاء أنماط مبهجة تكون عادةً مجردة في الطبيعة. يسمح صب الدهانات بمزج الألوان بشكل طبيعي عندما تتلامس مع بعضها البعض. يمكن عمل هذه التقنية إما بلون واحد في كل مرة، أو بألوان متعددة لتعظيم مزج الألوان.
يمكن أيضًا صب الطلاء باستخدام الدهانات الزيتية، ولكن نظرًا لأن هذه الدهانات تستغرق وقتًا أطول حتى تجف، يجب أن تتم القطعة على مدى فترة زمنية طويلة، أو باستخدام دهانات مبللة. ومع ذلك، فإن التأثيرات الدقيقة لتفاعل الألوان السائلة المختلفة على التجفيف يمكن أن تُفقد جزئيًا أثناء عملية التجفيف.